# Remetea (okręg Harghita)
Remetea (węg. Gyergyóremete) – wieś gminna w okręgu Harghita, w północnej części Rumunii.

## Położenie geograficzne i warunki naturalne
Remetea jest wsią gminą w okręgu Harghita jest położona na wysokości 750 metrów. Na północny wschód od Depresji Giurgeu, u podnóża wulkanu Gurghiului.
Pisarz Balázs Orbán, autor XIX-wiecznej monografii Sekelszczyzny, zatytułowanej "Descrierea Ținutului Secuiesc" opisał położenie wsi następująco

Remetea twarz w twarz z Ditrău, po lewej stronie Mures, romantyczne rozciąga się w dolinie potoku Pietrii

Wieś znajduje się na terenie doliny śródgórskiej. Obszar składa się głównie z równiny aluwialnej na północy wzgórza Mures pocięte są dolinami strumieni. Wzgórza te zostały wykształcone przez wulkan Gurghiului. Te ostatnie powstały podczas neogenu. Skały są zbudowane w większości z andezytu. W okolicy wsi znajdują się następujące szczyty: Vârful Crucii (1517 m), Kecskekő („Piatra caprei”; 1483 m), Bătrîna (1634 m). Są to najwyższe szczyty krawędź krateru wulkanu Fâncelu.
Remetea leży nad najdłuższą rzeką Transylwanii Mureszem, której całkowita długość wynosi 803 km, z czego 761 km na terytorium Rumunii, z czego 80 km w okręgu Harghita.

## Klimat
Wieś znajduje się w strefie klimatu górskiego, panuje w niej topoklimat doliny górskiej: długie i mroźne zimy, stosunkowo krótkie, ale ciepłe lato. Średnioroczna temperatura waha się od 5,1 do 5,5 °C. Średnia ilość godzin słonecznych w roku znajduje się w przedziale 1600 - 1700 godzin. Wilgotność powietrza jest wysoka, od października do początku lata wynosi ponad 80% natomiast najniższa w czerwcu wynosi co najmniej 70%. W związku z tym dochodzi do długich, gęstych i częstych mgieł. Średnie roczne nasłonecznienie wynosi zaledwie 80 dni. Przymrozki wiosenne są bardzo częste i występują nawet w czerwcu. Przymrozki jesienne może pojawić się już na początku września. Jesień jest jednak długa i słoneczna. Wysokość sumy rocznej opadów waha się od 600 – 1000 mm.

## Historia
Wieś Remetea w przeszłości nazywała się: Remetea Remethe, Remeteh i Gyergyó Gyergyóremete Remeti.
Według tradycji wieś została założona przez mnicha franciszkańskiego Bonifáca Kendeffiego, który był komornikiem kardynała Györgiego Frátera Martinuzziego, gubernatora Transylwanii (1541-1551). W grudniu 1551 Frater został zamordowany przez austryjaków Castoldo i Pallavicini w swoim zamku Vințu Holandii.
Rola Kendeffiego w tym wydarzeniu nie jest znana jednakże po nim został zmuszony do wyjazdu najpierw do Timișoara. Z której w obawie przez Turkami uciekł do Kluża, gdzie przystąpił do franciszkanów i udał się do Székely.
Według legendy dostał się do Vârful Crucii, a następnie idąc wzdłuż potoku Pietrii dotarł do rzeki Mures. Około 1560 na wzgórzu na lewym brzegu Muresa prowadził samotne życie. Stąd prawdopodobnie wzięła się nazwa wsi Remete czyli pustelnik.
Pierwsza pisemna wzmianka o miejscowości pochodzi z Ewidencji Ludności z 1567, kiedy to została zapisana miejscowość Remetea licząca 30 dusz. Wieś była zarządzana przez Györga László, Istvána László, Dávida Tamása i Mihália Antala.
W Lustra Siculorum z 1614 zapisano położenie Remetei oraz to, że znajdowało się w niej 28 gospodarstw. W Registrum Sedis Siculicalis Csíki Superiorus z 1702 w spisie wojskowym zanotowano, że mieszkało tu 90 rodzin z czego 72 stanowiły rodziny żołnierzy.
W 1726 w spisie administracyjnym gminy Ditrău pojawiła się informacja, z której wynika, że Remetea została zamieszkana przez 117 rodzin. W 1763 ksiądz Ferenc w jednym ze swoich listów informuje, że wieś zamieszkuje 834 dusze oraz to, że we wsi działa szkoła podstawowa. W 1763 Cesarzowa Maria Teresa założyła regiment straży szekelskiej. Szeklerzy nie chcieli się jednak poddać władzy austriackiej co doprowadziło 7 stycznia 1764 do masakry, która przeszła do historii pod nazwą Siculicidium. Burmistrz Remetei oraz nauczyciel starali się wówczas przekonywać mieszkańców do odmowy służby wojskowej co spowodowało z konflikt z Cesarzową. Podżegacze zostali, więc aresztowani przez władze austriackie.
W 1820 w Remetei zaczęli się osiedlać Ormianie pierwszymi rodzinami byli Mélik, Bogdán, Kápálb, Kápdebó, Zakariás i Dobribán. Ormianie szybko zaczęli przejmować kontrolę nad lokalnym przemysłem oraz handlem, dodatkowo zajmowali się lichwą. Procesy te doprowadziły jednak do szybkiego rozpadu wspólnoty wiejskiej.
Z drugiej strony Remetea dzięki Ormianom się rozwinęła, dodatkowo zaczęła tworzyć się wyższa kultura, powstały amatorskie teatry, koła literackie, powstała biblioteka. Z tego okresu pochodzi większość zabytkowych budynków w centrum.

## Komunikacja
Najbliższa stacja kolejowa jest, dwa kilometry od Remetei, w Ditrău. Stacja ta znajduje się na Linii kolejowej nr 400 łączącej Braszów i Satu Mare. Miejscowość znajduje się 4 km od drogi krajowej nr 12 będącej częścią trasy europejskiej E578.

## Zabytki

### Kościół pw. św. Leonarda

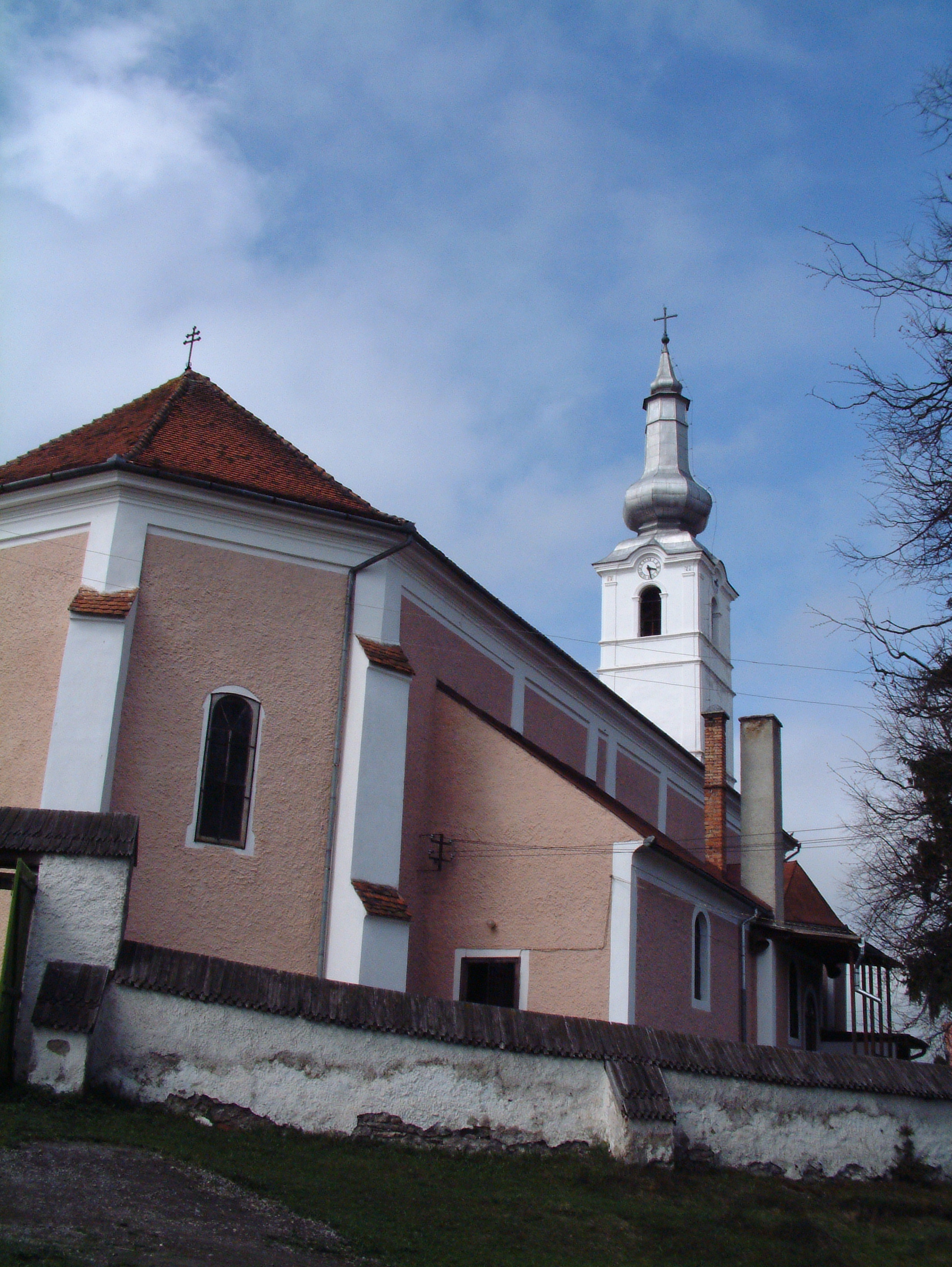
Kościół pw. św. Leonarda

Ze względu na zniszczenie archiwów kościelnych w 1944, dokumentacja kościoła jest niekompletna, często w opracowaniach występuje wiele sprzecznych informacji.
W rejestrze rady kościoła 8 października 1939 dyrektor i nauczyciel József Szabó podaje, że były dokumenty poświadczające istnienie kościoła w 1567, budynek ten został zniszczony przez pożar w 1771. Kościół miał mieć wówczas 22 metry długości i 8 szerokości, kościół miał być drewniany, jednakże wyposażony w kamienne filary. Oryginalne dokumenty nie dotrwały do naszych czasów. Przekaz ten wydaje się być jednak błędny, gdyż wieś wówczas miała zaledwie 6 domostw i nie więcej niż 30 dusz, więc ani nie potrzebowała tak dużej świątyni ani nawet nie była w stanie jej zbudować. Dodatkowo w tym samym dokumencie miał być zamieszczony podobny opis wielkości kościoła w Ditrău, gdzie było jednak 26 gospodarstw.
Wykopaliska ujawniły zabudowania kościoła o długości 22 metrów, świątynia ta była jednak kamienna a dodatkowo została zbudowana w 1726, kiedy Remetea liczyła 585 dusz, co już pozwoliło na wybudowanie świątyni tej wielkości. Tygodnik Apostol w serii artykułów dotyczących osadnictwa w Gheorgheni wspomina w numerze 6 z 1937 kościół zbudowany w 1726.
Podobne niejasności są w początkach obecnego kościoła. Księga rady kościoła z 1938 podaje informację o pożarze w 1771, jednakże według artykułu w tygodniku Apostol pożar był w 1778. Na wieży kościelnej znajduje się data 1771 co by potwierdzała data na jednym z bocznych ołtarzy, zbudowanych w 1776, gdyż kościół wówczas musiał istnieć.
Kościół jest zbudowany na planie krzyża łacińskiego o długości 41 i szerokości 12 metrów. Ostateczny kształt świątynia zyskała w XIX wieku, gdy dzięki rodzinie Mélik kościół został poszerzony w 1899. Wieża ma wysokość 47 metrów, składa się z 5 pięter oddzielonych gzymsami. Na ostatniej kondygnacji przed dachem znajdują się 4 okna zwrócone w 4 strony.
Wnętrze kościoła jest urządzone w stylu barokowym.

### Kaplica św. Małgorzaty
Stara kaplica została zburzona w 1940, dwa lata później została odbudowana. Wówczas to dostała jako patronkę św. Małgorzatę Węgierską. W 1968 kaplica ponownie została zdemolowana, po czym została odbudowana dzięki staraniom miejscowego proboszcza László Orbána, nowa kaplica dostała jednak jako patronkę świętą Małgorzatę.

### Pomnik ofiar I wojny światowej
W centrum wsi znajduje się obelisk upamiętniający ofiary I wojny światowej. Pomnik powstał w 1942 na ziemi podarowanej przez Antala Nagy. Na pomniku znajduje się tablica. Pomnik został przeniesiony w obecne miejsce w latach 1961-1962, gdyż teren na którym się pierwotnie znajdował był potrzebny pod budowę szkoły. Powód ten był jednak pretekstem do usunięcia pomnika lub chociażby przeniesienia go w mniej eksponowane miejsce. Pomnik został przeniesiony pod kościół na działkę będącą własnością miejscowej parafii katolickiej. W 1979 do pomnika dołożono tablicę zawierającą 54 nazwiska osób ofiar II wojny światowej, jednakże spis ten nie jest kompletny.
Od 1990 co roku 15 marca w rocznicę rewolucji węgierskiej (1848) Demokratyczny Związek Węgrów w Rumunii organizuje uroczystości rocznicowe pod pomnikiem.

### Pomnik Tibora Cseresa
W 1995 roku Demokratyczny Związek Węgrów w Rumunii ufundował budowę pomnika węgierskiego pisarza Tibora Cseresa urodzonego w Remetei. Na pomniku znajduje się miedziana podobizna artysty oraz tablica z napisem

CSERES TIBOR, scriitor 1915 - 1993 marele fiu al Remetei" (CSERES TIBOR, pisarz 1915 - 1993, wielki syn Remetei)

.

### Pomnik Milenijny
Inicjatorem Pomnika Milenijnego był rzymskokatolicki abp László Orbán a wykonawcą Ferenc Molnar Ivácson. Budowa została sfinansowana z datków wiernych. Pomnik został postawiony przed kościołem Świętego Leonarda. Na pomnik znajduje się napis:

„A fost ridicat de oamenii din Remetea, în amintirea celor 2000 de ani de la nașterea PAX Iisus, și a 1000 de ani de la creștinarea noastră” (Wielkim mieszkańcom Remetei w 2000 rocznice narodzin Jezusa i 1000 rocznice chrystianizacji).

### Płyta Pamiątkowa "Jenő Balas"
W 1996 r. miejscowa szkoła dostała patrona - Jenő Balasa. Z tej okazji na elewacji szkoły umieszczono płytę pamiątkową z napisem: 

"JENŐ BALÁS născut în Remetea 1882 - 1938. Inginer, cercetător, pionier al mineritului de bauxită din Ungaria. În amintirea importantelor sale proiecte hidrotehnice. 1996". (JENŐ BALÁS urodzony w Remetei 1882-1938. Inżynier, naukowiec pionier wydobycia boksytu na Węgrzech. W celu upamiętnienia jego projektów hydrotechnicznych. 1996)

W 1999 roku szkoła została odwiedzona przez grupę geologów i inżynierów górnictwa z Węgier, pod kierownictwem inżyniera Jánosa. Z tej okazji została odsłonięta tablica z czarnego marmuru z napisem:

JENŐ BALÁS 1882 - 1938, au așezat această placă: Asociația Ungară de Stat pentru Minerit și Metalurgie, organizația din Tapolca și Mina de Bauxită din Bakony SRL, în 1999”.

## Gmina partnerska
- Biatorbágy - Węgry